# جو بيرغر
جو بيرغر (بالإنجليزية: Joe Berger)‏ (و. 1982  م) هو لاعب كرة قدم أمريكية، من الولايات المتحدة، ولد في فريمونت، يلعب كمركز ‏.

## روابط خارجية
- جو بيرغر على موقع مرجع كرة القدم المحترفة.كوم (الإنجليزية)